# 埃尔丁县
埃尔丁县（Landkreis Erding）是德国巴伐利亚州的一个县，隶属于上巴伐利亚行政区，首府埃尔丁。

## 華語譯名
由於兩岸對於德國行政區「Landkreis」翻譯的不同，台灣稱為「艾丁郡」；中國大陸稱為「埃尔丁县」。

## 地理
埃尔丁县东北面与兰茨胡特县，东面和东南面与因河畔米尔多夫县，南面与埃伯斯贝格县，西面与慕尼黑县和弗赖辛县相邻。